# 特氏曲海龍
特氏曲海龍（学名：Campichthys tryoni），为輻鰭魚綱棘背魚目海龍魚科曲海龙属的其中一種，分布於西太平洋的澳洲海域，體長可達7.2公分，棲息在岩石底質的海域，卵胎生。